# Ronan i Erwan Bouroullec
Els germans Ronan (nascut a Quimper el 1971) i Erwan (nascut a Quimper el 1976) Bouroullec són dos dissenyadors francesos de la Bretanya.
Hi ha obres seves a la col·lecció Cappellini, han dissenyat una botiga d'Issey Miyake a Paris i l'any 2000 tres cases. El 2001 van indicar que volien que els edificis fossin funcionals i poètics. El 2014 van rebre el London Design Medal per haver fet objectes per marques com Vitra, Alessi, Established & Sons i Cappelinni per ser capaços d'allargar en el temps la seva excel·lència en el disseny. El 2017 van col·locar una pèrgola de vidres de colors al Miami Design District.